# Зайцев, Алексей Ильич (лётчик)
Алексей Ильич Зайцев (30 сентября 1914, Симбирск — 17 сентября 1996, Москва) — советский полярный лётчик, бортмеханик 1-го класса, участник нескольких высокоширотных воздушных экспедиций и 1-й Комплексной антарктической экспедиции, Герой Социалистического Труда (1949).

## Биография
Родился в 1914 году в Симбирске (ныне Ульяновск).
С 1935 года работал в Управлении полярной авиации Главного управления Северного морского пути при Совете Народных Комиссаров СССР. Летал в экипаже М. Н. Каминского на первых гидросамолётах Дорнье «Валь» Чукотского отдельного авиаотряда, в экипаже И. Д. Черепкова на Г-1 Ленской авиагруппы (Якутск).
В годы Великой Отечественной войны привлекался к перегонке ленд-лизовских самолётов, поступавших из США через Аляску в СССР для нужд ВВС Красной Армии и флота. С августа 1942 года — воентехник 1-го ранга, борттехник 8-го транспортного авиаполка.
После войны работал в Московской авиационной группе особого назначения Управления полярной авиации Главного управления Севморпути при Совнаркоме СССР. Участник ряда воздушных высокоширотных экспедиций, Советских антарктических экспедиций в Арктику и Антарктику, в том числе проводившихся совместно с Военно-воздушными силами и Воздушно-десантными войсками Вооружённых Сил СССР. В воздушных высокоширотных экспедициях «Север-2» (март — май 1948 года) и «Север-4» (апрель — май 1949 года) в составе экипажей летал на Северный полюс. Работа экспедиций была организована методом «прыгающих групп». В разные части Арктического бассейна забрасывались отряды исследователей. Количество таких точек в 1949 году дошло до тридцати. Вылетал на ледовую разведку, определяя районы будущих ледовых аэродромов и полярных станций.
Экспедиция «Север-4» завершилась 16 мая 1949 года беспосадочным перелётом самолёта Пе-8 СССР-Н396 под командованием В. С. Задкова с базы № 5 (88° с. ш., 170° в. д.) через Северный полюс в Москву. В этом полёте выполнял роль бортмеханика самолёта.
Указом Президиума Верховного Совета СССР от 6 декабря 1949 года («закрытым») за исключительные заслуги перед государством в деле изучения и освоения Арктики Алексею Ильичу Зайцеву присвоено звание Героя Социалистического Труда с вручением ордена Ленина и золотой медали «Серп и Молот».
В экспедиции «Север-5» (1950 год) выполнял задачи по организации научных баз на льду, при этом совершил с экипажем Героя Советского Союза И. С. Котова на самолёте Ли-2 восемнадцать первых посадок. В труднейших условиях арктической зимы обеспечил безотказную работу материальной части. К тому времени налетал более 1 млн км. Результатом экспедиции явилось обследование Арктического бассейна, включая район Северного полюса, моря Бофорта, океанских акваторий вблизи Аляски, Канады и Гренландии. Были открыты подводный хребет Ломоносова и Канадско-Таймырская магнитная аномалия. Кроме того, выполнены программы испытаний по боевому применению военных самолётов в высоких широтах, проведён поиск арктических ледовых аэродромов для базирования истребителей и бомбардировщиков.
В экспедиции «Север-6» (1954 год) в качестве первого бортмеханика летал на Ли-2 Н-533 в экипаже В. М. Перова в 1-м отряде Героя Советского Союза И. И. Черевичного. Участник 1-й Комплексной антарктической экспедиции (1955—1957), в которой являлся бортмехаником в экипаже самолёта Ли-2Т Н-470), 8-й Советской антарктической экспедиции (1962—1964), уже в качестве инженера. Позже работал инженером в отряде Московского особого авиационного отряда полярной авиации.
Проживал в Москве. Умер 17 сентября 1996 года.

## Награды
- медаль «Серп и Молот» (06.12.1949)
- орден Ленина (06.12.1949)
- орден Красной Звезды (02.12.1945)
- три ордена «Знак Почёта» (19.05.1954, 29.08.1955, 23.06.1961)
- медаль «За боевые заслуги» (05.11.1946)
- медаль «За трудовую доблесть» (03.05.1940)